# Phaeothamniales
A Phaeothamniales az Ochrophytina egyik kládja.

## Történet
1954-ben írta le először Bourrelly, és a sárgamoszatok közé helyezte, de az általa leírt Phaeothamniales polifiletikus csoport, mivel ide sorolt ma a Haptophytina és Chrysomerophyceae kládokba sorolt fajokat is. Pigmentek és más szekunder metabolitok elemzése alapján sorolták Craigie et al. 1971-ben a sárgásmoszatok közé a Phaeosaccion collinsiit.
Eredetileg Phaeothamnionales néven írták le, legkésőbb 1967-ben módosult ez Phaeothamnialesre.
Andersen et al. 1998-ban kiegészítették meghatározását, ez később a Phaeothamniophycidae Bailey általi leírásában jelent meg.
A Pleurochloridalestől molekuláris filogenetikai elemzések alapján különböztették meg, tehát ribocsoport.
2004-ben Cavalier-Smith és Chao a barnamoszatok közé sorolta a Schizocladialesszel együtt a Phaeothamniophycidaeben, ennek testvércsoportja a Melanophycidae volt.
Cavalier-Smith és Scoble 2012-ben az Aurophyceaebe sorolták kokkoid egysejtű és fonalas vagy álfonalas többsejtű állapottal, a Phaeothamniophycidaeről kimutatta, hogy hibás, létrehozta a Schizocladiophycidae csoportot a Schizocladialesszel és a Phaeothamnialesszel. Szűkebben és tágabban értelmezhető: a Phaeoschizochlamys, a Phaeothamnion és a Stichogloea a Phaeothamniales s. s. tagjai, ennek az egysejtű Aurearena a többsejtű barnamoszatoknál közelebbi rokona, testvércsoportja az Aurearenales.

## Morfológia
Az Aurophyceae leírása alapján egysejtű állapotai kokkoidok, a többsejtűek fonalas vagy álfonalas algák kétostorú zoospórákkal és laminált sejtfallal, melyek a barnamoszatokkal ellentétben eleuteroszkízissel osztódnak. Rizoplasztját elvesztette.

## Életmód
A Phaeosaccion általában a Zostera marina epifitonja.

## Élőhely
Legtöbb faja édesvízi, egyetlen ismert lehetséges tengeri faja a Chrysophaeum lewisii, azonban ez a Cryptophyta tagja is lehet.

## Életciklus
Életciklusát először McLachlan et al. írták le, és viszonylag egyszerű: kétostorú zoospórái ivartalanul keletkeznek érett hajtások vegetatív sejtjeiből. Az életciklus teljesítése hőmérsékletfüggő: 10 °C feletti hőmérsékleten kevésbé fejlődik vagy szaporodik. Tavasszal 4 hétig nagy csőszerű hajtásai jelennek meg.

## Anyagcsere
Nincs violaxantinja, anteraxantinja és zeaxantinja, van viszont heteroxantinja a Hypogyristea többi kládjához hasonlóan a Pedinellida kivételével.

## Taxonómia
2 kládja van, az egyetlen ismert nemzetséget, a Phaeosacciont tartalmazó Phaeosaccionaceae és a 3 nemzetséget tartalmazó Phaeothamniaceae.

## Jelentőség
Antimikrobiális krizofentinanalógokat állít elő a Chrysophaeum taylorii NIES-1699. E faj egy Amerikai Virgin-szigetekben gyűjtött izolátuma képes továbbá halogénezett makrociklikus bifeniltartalmú étereket is előállítani. A krizofentinek Gram-pozitív baktériumok, például Staphylococcus aureus ellen hat, ahol a klórozott makrociklikus krizofentin A közel 10-szer hatásosabb a krizofentin E-nél. A krizofentin A az FtsZ sejtvázfehérje GTP-kötő helyének kompetitív inhibitora, így az élő baktérium Z-gyűrű-képzését és osztódását inhibeálja. Emellett citotoxikus hormotamniont is előállít.